# Ousmane Viera
Ousmane Viera Diarrassouba (sinh ngày 21 tháng 12 năm 1986 ở Daloa) là một cầu thủ bóng đá người Bờ Biển Ngà thi đấu cho câu lạc bộ România Liga I Sepsi Sfântu Gheorghe.

## Sự nghiệp quốc tế
Anh đại diện quốc gia tham dự Thế vận hội Mùa hè 2008.

### Bàn thắng quốc tế
| Bàn thắng | Ngày                | Địa điểm                                                  | Đối thủ | Tỉ số | Kết quả | Giải đấu | Nguồn |
| --------- | ------------------- | --------------------------------------------------------- | ------- | ----- | ------- | -------- | ----- |
| 1.        | 26 tháng 3 năm 2015 | Sân vận động Félix Houphouët-Boigny, Abidjan, Bờ Biển Ngà | Angola  | 1–0   | 2–0     | Giao hữu |       |

## Danh hiệu
CFR Cluj
- Cúp bóng đá România: 2008–09

Pandurii
- Românian Liga I: Á quân 2013

Ivory Coast
- Africa Cup of Nations: 2015